# サッカークウェート代表
サッカークウェート代表（サッカークウェートだいひょう）は、クウェートサッカー協会（KFA）によって構成される、クウェートのサッカーのナショナルチームである。西アジアサッカー連盟所属。

## 概要
1970年代から1990年代にかけてガルフカップでは無類の強さを誇っており、大会最多となる10度の優勝を飾っている。AFCアジアカップにおいても1980年大会で優勝を果たしている古豪である。
2000年のブータンに対する20-0での勝利は、当時の国際試合での最大得点差試合であった。翌年にオーストラリアがアメリカ領サモアを31-0で破り更新された。FIFAランキングの最高順位は1998年12月に記録した24位。

## 歴史

### 21世紀
クウェートの初の国際試合は1961年アラブ競技大会におけるリビア戦で、2-2のドローであった。同大会のアラブ首長国連邦戦で、クウェート代表の最大得点差敗戦である0-8での敗北を喫している。その後、自国開催となったAFCアジアカップ1980では決勝戦で韓国を3-0で破り、初優勝を果たした。

#### 1982年スペインW杯
クウェートのFIFAワールドカップの出場は、1982年スペイン大会の1度である。その初戦はチェコスロバキアと1-1の引き分け。これはアジアのチームとして、初出場の初戦で勝ち点を獲得した唯一の例である（2022年大会終了時点）。次のフランス戦では、1-3の2点ビハインドで迎えた85分、観客が鳴らした笛を主審のオフサイドの笛と勘違いした選手たちがプレーを止め、その間にフランスのアラン・ジレスが放ったシュートがゴールネットを揺らした。一度は得点が認められたがノーゴールをアピールし、当時クウェートサッカー協会会長でスタンドで観戦していたシェイク・ファハド・アル＝サバーハがフィールドまで降りて来て判定に不服を唱えた。その結果、得点が取り消されてしまった。W杯で一度認められた得点が取り消された唯一の事例である。なお、後日主審が資格停止処分を受け、ファハドおよびクウェート協会に罰則が科せられた。その試合は89分にも失点して1-4で敗れた。続くイングランド戦でも1-0で敗れ、グループ最下位で敗退となった。
その後W杯のアジア予選では早期敗退が続き、1986年メキシコ大会、1990年イタリア大会、1994年アメリカ大会と3大会連続で1次予選敗退となった。1996年にアラブ首長国連邦で開催されたアジアカップでは、準々決勝で前回大会王者の日本に2-0と快勝してベスト4入りを果たした。

### 2000年 - 2010年代

#### 2006年ドイツW杯
2006年W杯ドイツ大会・アジア予選では、1次予選で2004年アジアカップ準優勝の中国と勝ち点、直接対決の成績、得失点差で並ぶも、総得点で「1」上回り最終予選に進出。最終予選では、最終節のアウェー・ウズベキスタン戦で引き分け以上であればバーレーンとのアジア5位決定戦に進めたが、2-0から逆転負けを喫して敗退した。2007年のアジアカップは予選で敗退し、連続出場は3でストップした。

#### 度重なる政府の干渉による資格停止
2007年10月30日、クウェート政府の干渉によりクウェートサッカー協会（KFA）がFIFAから資格停止処分を受けたが、この処分は2週間足らずで解除された。翌年10月24日、再び資格停止処分を受けた。同年12月22日、FIFAは暫定的に処分を解除した。解除後のクウェート代表の不調は否めず、6大会ぶりにガルフカップ2010を制して期待されたAFCアジアカップ2011ではグループリーグ3連敗という結果に終わっている。2014年ブラジルW杯アジア予選では、3次予選最終戦となるアウェー・韓国戦に勝てば2大会ぶりに最終予選に進出できたが、0-2で敗れて3次予選敗退となった。2015年のアジアカップもオーストラリア、韓国、オマーン相手に全敗となり、2004年中国大会のヨルダン戦から続くAFCアジアカップでの連敗は「8」に伸びた。
2015年10月、クウェート政府の干渉があったとしてFIFAより協会が3度目の資格停止処分を受けた。この結果、2015年11月以降の2018年ロシアW杯・アジア2次予選のクウェートが出場する試合はすべて中止となった。同予選はAFCアジアカップ2019の予選も兼ねる形式となっていたため、こちらも出場できなくなった。
2017年12月6日、FIFAはクウェートサッカー協会に対する資格停止処分を2年2ヶ月ぶりに解除した。2017年12月、FIFAランキングは前述の資格停止の影響もあり過去最低の189位を記録している。

### 2020年代
2026年W杯北中米大会・アジア予選では、1次予選を免除され2次予選から参加。その2次予選ではカタール、インド、アフガニスタンと同組になったが、2勝1分3敗・勝ち点7の2位で最終予選に進出した。クウェートがW杯アジア予選で最終予選に進んだのは前述の2006年ドイツ大会以来5大会ぶりである。なお、この予選はAFCアジアカップ2027の予選も兼ねており、3大会ぶりにAFCアジアカップの出場権も獲得した。
W杯アジア予選の中断期間に地元開催されたガルフカップ2024では、グループリーグでUAEから白星を挙げた上、カタールと引き分けるなどの活躍で2013年バーレーン大会以来、5大会ぶりに決勝トーナメント（ベスト4）に進出に成功した。北中米W杯アジア最終予選では、韓国と中東4カ国に対して10試合5分5敗（勝ち点5）の最下位で予選敗退となった。

## ホームスタジアム
2つのスタジアムがホームスタジアムになっている。
- ジャービル・アル＝アフマド国際スタジアム（クウェート市）収容人数：68,000人
- アル・サダーカ・ワル・サラーム・スタジアム（クウェート市）収容人数：21,500人

## 成績

### FIFAワールドカップ
| 開催国 / 年 | 成績          | 試           | 勝           | 分           | 負           | 得           | 失           |
| ----------- | ------------- | ------------ | ------------ | ------------ | ------------ | ------------ | ------------ |
| 1930        | 不参加        | 不参加       | 不参加       | 不参加       | 不参加       | 不参加       | 不参加       |
| 1934        | 不参加        | 不参加       | 不参加       | 不参加       | 不参加       | 不参加       | 不参加       |
| 1938        | 不参加        | 不参加       | 不参加       | 不参加       | 不参加       | 不参加       | 不参加       |
| 1950        | 不参加        | 不参加       | 不参加       | 不参加       | 不参加       | 不参加       | 不参加       |
| 1954        | 不参加        | 不参加       | 不参加       | 不参加       | 不参加       | 不参加       | 不参加       |
| 1958        | 不参加        | 不参加       | 不参加       | 不参加       | 不参加       | 不参加       | 不参加       |
| 1962        | 不参加        | 不参加       | 不参加       | 不参加       | 不参加       | 不参加       | 不参加       |
| 1966        | 不参加        | 不参加       | 不参加       | 不参加       | 不参加       | 不参加       | 不参加       |
| 1970        | 不参加        | 不参加       | 不参加       | 不参加       | 不参加       | 不参加       | 不参加       |
| 1974        | 予選敗退      | 予選敗退     | 予選敗退     | 予選敗退     | 予選敗退     | 予選敗退     | 予選敗退     |
| 1978        | 予選敗退      | 予選敗退     | 予選敗退     | 予選敗退     | 予選敗退     | 予選敗退     | 予選敗退     |
| 1982        | 1次リーグ敗退 | 3            | 0            | 1            | 2            | 2            | 6            |
| 1986        | 予選敗退      | 予選敗退     | 予選敗退     | 予選敗退     | 予選敗退     | 予選敗退     | 予選敗退     |
| 1990        | 予選敗退      | 予選敗退     | 予選敗退     | 予選敗退     | 予選敗退     | 予選敗退     | 予選敗退     |
| 1994        | 予選敗退      | 予選敗退     | 予選敗退     | 予選敗退     | 予選敗退     | 予選敗退     | 予選敗退     |
| 1998        | 予選敗退      | 予選敗退     | 予選敗退     | 予選敗退     | 予選敗退     | 予選敗退     | 予選敗退     |
| 2002        | 予選敗退      | 予選敗退     | 予選敗退     | 予選敗退     | 予選敗退     | 予選敗退     | 予選敗退     |
| 2006        | 予選敗退      | 予選敗退     | 予選敗退     | 予選敗退     | 予選敗退     | 予選敗退     | 予選敗退     |
| 2010        | 予選敗退      | 予選敗退     | 予選敗退     | 予選敗退     | 予選敗退     | 予選敗退     | 予選敗退     |
| 2014        | 予選敗退      | 予選敗退     | 予選敗退     | 予選敗退     | 予選敗退     | 予選敗退     | 予選敗退     |
| 2018        | 予選失格処分  | 予選失格処分 | 予選失格処分 | 予選失格処分 | 予選失格処分 | 予選失格処分 | 予選失格処分 |
| 2022        | 予選敗退      | 予選敗退     | 予選敗退     | 予選敗退     | 予選敗退     | 予選敗退     | 予選敗退     |
| 2026        | 予選敗退      | 予選敗退     | 予選敗退     | 予選敗退     | 予選敗退     | 予選敗退     | 予選敗退     |
| 合計        | 出場1回       | 3            | 0            | 1            | 2            | 2            | 6            |

### AFCアジアカップ
| 開催年 | 結果               | 試合         | 勝利         | 引分         | 敗戦         | 得点         | 失点         |
| ------ | ------------------ | ------------ | ------------ | ------------ | ------------ | ------------ | ------------ |
| 1956   | 不参加             | 不参加       | 不参加       | 不参加       | 不参加       | 不参加       | 不参加       |
| 1960   | 不参加             | 不参加       | 不参加       | 不参加       | 不参加       | 不参加       | 不参加       |
| 1964   | 不参加             | 不参加       | 不参加       | 不参加       | 不参加       | 不参加       | 不参加       |
| 1968   | 棄権               | 棄権         | 棄権         | 棄権         | 棄権         | 棄権         | 棄権         |
| 1972   | グループリーグ敗退 | 2            | 1            | 0            | 1            | 2            | 5            |
| 1976   | 準優勝             | 4            | 3            | 0            | 1            | 6            | 3            |
| 1980   | 優勝               | 6            | 4            | 1            | 1            | 13           | 6            |
| 1984   | 3位                | 6            | 3            | 1            | 2            | 5            | 4            |
| 1988   | グループリーグ敗退 | 4            | 0            | 3            | 1            | 2            | 3            |
| 1992   | 予選敗退           | 予選敗退     | 予選敗退     | 予選敗退     | 予選敗退     | 予選敗退     | 予選敗退     |
| 1996   | 4位                | 6            | 2            | 1            | 3            | 9            | 6            |
| 2000   | ベスト8            | 4            | 1            | 2            | 1            | 3            | 3            |
| 2004   | グループリーグ敗退 | 3            | 1            | 0            | 2            | 3            | 7            |
| 2007   | 予選敗退           | 予選敗退     | 予選敗退     | 予選敗退     | 予選敗退     | 予選敗退     | 予選敗退     |
| 2011   | グループリーグ敗退 | 3            | 0            | 0            | 3            | 1            | 7            |
| 2015   | グループリーグ敗退 | 3            | 0            | 0            | 3            | 1            | 6            |
| 2019   | 予選失格処分       | 予選失格処分 | 予選失格処分 | 予選失格処分 | 予選失格処分 | 予選失格処分 | 予選失格処分 |
| 2023   | 予選敗退           | 予選敗退     | 予選敗退     | 予選敗退     | 予選敗退     | 予選敗退     | 予選敗退     |
| 合計   | 10/18              | 41           | 15           | 8            | 18           | 45           | 50           |

### ガルフカップ
| 開催年 | 開催国           | 結果               |
| ------ | ---------------- | ------------------ |
| 1970   | バーレーン       | 優勝               |
| 1972   | サウジアラビア   | 優勝               |
| 1974   | クウェート       | 優勝               |
| 1976   | カタール         | 優勝               |
| 1979   | イラク           | 準優勝             |
| 1982   | アラブ首長国連邦 | 優勝               |
| 1984   | オマーン         | 6位                |
| 1986   | バーレーン       | 優勝               |
| 1988   | サウジアラビア   | 5位                |
| 1990   | クウェート       | 優勝               |
| 1992   | カタール         | 5位                |
| 1994   | アラブ首長国連邦 | 5位                |
| 1996   | オマーン         | 優勝               |
| 1998   | バーレーン       | 優勝               |
| 2002   | サウジアラビア   | 4位                |
| 2003   | クウェート       | 6位                |
| 2004   | カタール         | 4位                |
| 2007   | アラブ首長国連邦 | グループリーグ敗退 |
| 2009   | オマーン         | 準決勝敗退         |
| 2010   | イエメン         | 優勝               |
| 2013   | バーレーン       | 3位                |
| 2014   | サウジアラビア   | グループリーグ敗退 |
| 2017   | クウェート       | グループリーグ敗退 |

### その他の大会
| 参加大会                               | 結果   |
| -------------------------------------- | ------ |
| アラブカップ1964                       | 3位    |
| 1973年ムルデカ大会                     | 準優勝 |
| 1989年ピースアンドフレンドシップカップ | 3位    |
| 1992年パンアラブ競技大会サッカー競技   | 3位    |
| 2011年パンアラブ競技大会サッカー競技   | 3位    |
| アラブカップ1992                       | 3位    |
| 1997年西アジア競技大会サッカー競技     | 3位    |
| アラブカップ1998                       | 3位    |
| 2002年西アジア競技大会サッカー競技     | 優勝   |
| 西アジアサッカー選手権2010             | 優勝   |

## 歴代監督
- マリオ・ザガロ 1976-1978
- カルロス・アルベルト・パレイラ 1978-1983
- ルイス・フェリペ・スコラーリ 1990
- バウミール・ロールス 1990-1993
- ヴァレリー・ロバノフスキー 1994-1996
- ベルティ・フォクツ 2001-2002
- ゴラン・トゥフェジッチ 2009-2013
- ジョルバン・ビエイラ 2013-2014
- ナビール・マールール 2014-2017
- ボリス・ブンジャック 2017
- ラドイコ・アヴラモヴィッチ 2018
- ロメオ・ヨザク 2018-2019
- サーメル・イナード 2019-2020, 2021
- ルイ・ベント（英語版） 2022-2024
- フアン・アントニオ・ピッツィ 2024-

## 歴代選手

### MF
- ワリード・アリー
- ファイサル・ザーイド
- ファハド・アル＝エネジ
- セイフ・アル＝ハッシャーン

### FW
- バシャール・アブドゥッラー
- ユーセフ・ナーセル
- アブドゥルハーディー・ハミース
- ファイサル・アル＝ダヒル